# Petter Henning
Petter (Gläser) Henning, född 1658 i Nyköping, död 1713 eller 1714 i Stockholm, var en svensk silver- och guldsmed.
Han var son till guldsmeden Henning Petri och från 1689 gift med Anna Maria Richter. Han var bror till Christian Henning. Han var lärling hos sin far 1671 och blev guldsmedsmästare vid guldsmedsämbetet i Stockholm 1688. Han var anlitad som hovguldsmed av Karl XI, Karl XII och Hedvig Eleonora. I Hennings omfattande produktion märks bland annat kyrksilver med Hedvig Eleonoras namnchiffer för Stockholms slottskapell, ett silverskrin där man förvarade Uppsala mötes beslut samt metallarbeten för den av J. Berain ritade galakarossen för Karl XI. Henning är representerad vid Statens historiska museum, Nordiska museet och Nationalmuseum, Stockholm.
Efter hans död fortsatte änkan Anna Maria Richter (1675–1755) driften av hans verkstad. Hans båda söner, Gustaf Henning (1693–1757) och Petter Henning den yngre (1690–1759), blev silversmeder.